# 多阿宗
多阿宗（法語：Doazon，法語發音：[dɔazɔ̃]）是法国大西洋比利牛斯省的一个市镇，位于该省北部偏东，属于波城区。

## 地理
多阿宗（43°27'12"N, 0°33'5"W）面积6.14 平方千米，位于法国新阿基坦大区大西洋比利牛斯省，该省份为法国东南部省份，涵盖了贝阿恩与北巴斯克，西临大西洋比斯開灣，北至朗德省，东北接热尔省，东临上比利牛斯省，南与西班牙接壤。
与多阿宗接壤的市镇（或旧市镇、城区）包括：阿尔诺斯、卡斯泰德卡米、卡斯蒂永（阿尔泰兹德贝阿恩县）、波姆斯、塞尔圣玛丽、拉克。

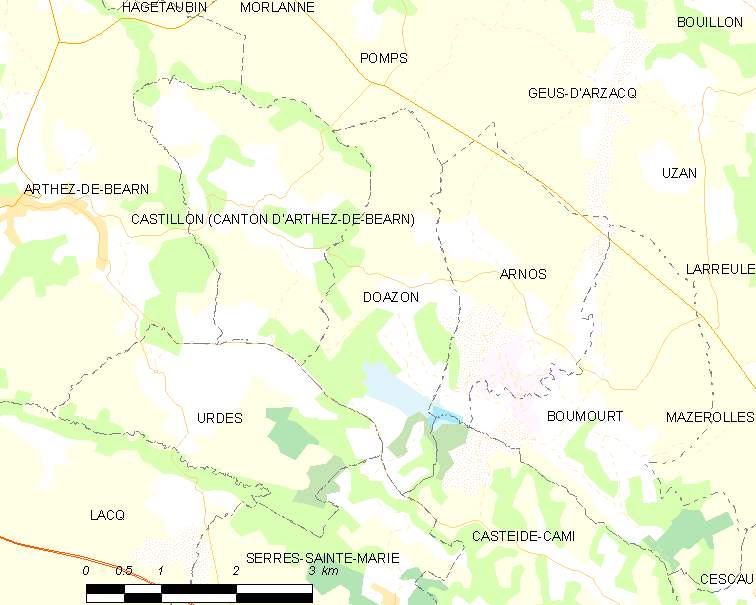
多阿宗的OSM定位图

多阿宗的时区为UTC+01:00、UTC+02:00（夏令时）。

## 行政
多阿宗的邮政编码为64370，INSEE市镇编码为64200。

## 政治
多阿宗所属的省级选区为阿尔蒂克斯和苏贝斯特尔地区县。

## 人口

1962-2008年间多阿宗人口变化图示

多阿宗于2022年1月1日时的人口数量为184人。